# Валкертсхофен
Валкертсхофен (њем. Walkertshofen) општина је у њемачкој савезној држави Баварска. Једно је од 46 општинских средишта округа Аугсбург. Према процјени из 2010. у општини је живјело 1.120 становника. Посједује регионалну шифру (AGS) 9772214.

## Географски и демографски подаци
Валкертсхофен се налази у савезној држави Баварска у округу Аугсбург. Општина се налази на надморској висини од 535 метара. Површина општине износи 12,7 km². У самом мјесту је, према процјени из 2010. године, живјело 1.120 становника. Просјечна густина становништва износи 88 становника/km².

## Међународна сарадња
| Мјесто | Држава    | Врста сарадње | Од    |
| ------ | --------- | ------------- | ----- |
|        | Француска | партнерство   | 2005. |
| Извор  |           |               |       |